# Teodor II (Asclepi)
Teodor II (en llatí Theodorus, en grec  Θεόδωρος) fou l'onzè descendent d'Asclepi, fill de Cleomitades II, i pare de Sostrat III de la família dels Asclepíades. La seva època se suposa que fou al segle VIII aC o potser ja el segle VII aC. Joan Tzetzes diu que fou el desè descendent i era fill del rei Crisamis II.